# I'll Still Kill
"I'll Still Kill" (em português:  Eu Ainda Matarei) é um single de 50 Cent para o seu álbum Curtis, contendo a participação especial de Akon. O single foi lançado oficialmente em 6 de novembro de 2007. Foi gravado em parceria com as gravadoras Aftermath Entertainment, Interscope Records, Shady Records e G-Unit Records. Foi escrita por 50 Cent, Akon e DJ Khalil.

## Paradas musicais
| Gráfico (2007)                  | Melhor posição |
| ------------------------------- | -------------- |
| Billboard Hot 100               | 95             |
| Billboard Hot R&B/Hip-Hop Songs | 52             |
| Billboard Hot Rap Tracks        | 22             |
| SNEP                            | 28             |
| RIANZ                           | 14             |